# Hansa-Brandenburg FB
L'Hansa-Brandenburg FB era un idroricognitore biplano a scafo centrale sviluppato dall'azienda tedesco imperiale Hansa und Brandenburgischen Flugzeugwerke GmbH negli anni dieci del XX secolo.
Derivato dall'austro-ungarico Lohner L, del quale riproponeva l'impostazione generale, fu il primo idrovolante realizzato dall'azienda tedesca e venne utilizzato da Kaiserliche Marine e k.u.k. Kriegsmarine, rispettivamente le marine militari degli Imperi tedesco ed austro-ungarico, durante la prima guerra mondiale.

## Tecnica
L'Hansa-Brandenburg FB era un idrovolante dall'aspetto, per la sua epoca, convenzionale: configurazione a scafo centrale abbinato ad una velatura biplana e motore collocato in configurazione spingente.
Lo scafo, realizzato con struttura in legno, era caratterizzato da tre abitacoli aperti destinati al pilota e a due osservatori, uno dei quali con funzione anche di mitragliere. Posteriormente terminava in un impennaggio classico monoderiva.
La configurazione alare era biplano-sesquiplana, caratterizzata dall'ala superiore, posizionata alta a parasole, di apertura notevolmente maggiore dell'inferiore, posizionata alta sulla fusoliera, che integrava i due galleggianti equilibratori; i due piani alari erano collegati tra loro da una coppia di montanti integrati da altrettante aste di controvento per lato e da tiranti in cavetto d'acciaio.
La propulsione era affidata ad un motore Austro-Daimler, un 6 cilindri in linea raffreddato a liquido capace di erogare una potenza pari a 165 CV (123 kW), posizionato su un castello tubolare tra le due ali in posizione centrale, privo di alcuna copertura ed abbinato ad un'elica bipala in legno a passo fisso.
L'armamento era composto da una singola mitragliatrice Parabellum MG 14 calibro 7,92 mm montata su supporto brandeggiabile.

## Impiego operativo
Il 3 dicembre 1916 Goffredo de Banfield volando sul modello abbatte un aereo della 1ª Squadriglia Caproni vicino a Sesana.

## Utilizzatori
Austria-Ungheria
- k.u.k. Kriegsmarine

 Germania
- Kaiserliche Marine